# Prisioneros de una noche
Prisioneros de una noche es una película en blanco y negro de Argentina dirigida por David José Kohon sobre el guion de Carlos Latorre que se estrenó el 30 de enero de 1962, y que tuvo como protagonistas a María Vaner, Alfredo Alcón, Osvaldo Terranova y Elena Tritek. Fue el primer largometraje del director, si bien su estreno fue posterior al de Tres veces Ana.

## Sinopsis
En un lapso de pocas horas un peón y una bailarina se encuentran, se enamoran y se separan por culpa de un hombre.

## Reparto
Participaron en el filme los siguientes intérpretes:
- María Vaner ... Elsa Portela
- Alfredo Alcón ... Martín
- Osvaldo Terranova ... Roberto Brenda
- Helena Tritek ... Luisa
- Juan José Edelman ... el Bebe.
- Salo Vasocchi
- Ovidio Fuentes ... vendedor del tren
- Alejandro Oster
- Aníbal Troilo
- Francisco Fiorentino
- Astor Piazzolla
- Aída Villadeamigo
- Alejandro Anderson
- Délfor Medina

## Comentarios
El País de Uruguay señaló que la película:

"Muestra a la ciudad de Buenos Aires como nunca se había hecho antes en un film argentino".

El crítico Roland dijo en Crítica:

"Con otra técnica y otro vuelo este cine argentino vuelve al espíritu de José Ferreyra, el de Puente Alsina y Calles de Buenos Aires, que también pudo llamarse así la película de Kohon".

El crítico Antonio Salgado opinó en Tiempo de Cine:

"Sugestiva, poéticamente, como en un film de Carné el villano no es un ser humano que podría simbolizar el destino, sino sencillamente un ser humano que obedece al capricho de un argumentista".

Por su parte, Manrupe y Portela escriben:

"... influencias de Godard, pero con sensibilidad propia, a pesar de un relato anticuado y personajes no muy exactos".